# Xylolocha gabraria
Xylolocha gabraria là một loài bướm đêm trong họ Geometridae.